# ألكسندرا صوفيا هندال
ألكسندرا صوفيا حنضل هي فنانة فلسطينية، مخرجة وكاتبة في موضوع التنشئة الدولية مقيمة في أوروبا منذ عام 2004، حيث تحاول بالمقابل قضاء فترات إقامة أخرى في فلسطين.

## السيرة الذاتية
حياة ألكسندرا في المنفى أخذتها إلى زوايا مختلفة من العالم. ولدت لعائلة فلسطينية الأصل من مدينة بيت لحم ومقيمة في بورت أو برانس، هايتي، عام 1975 خلال ديكتاتورية «جان كلود دوفالييه».
انتقلت عائلتها إلى "سانتو دومينغو"، جمهورية الدومينيكان"، لتترعرع ألكسندرا سنوات مراهقتها هناك، ذهبت لمتابعة الفن في جامعة بوسطن، حيث حصلت على البكالوريوس في الرسم وقاصرة في تاريخ الفن عام 1997، ثم أكملت تعليمها باللقب الثاني في جامعة نيويورك عام 2001.
في عام 2004، مُنِحَت ألكسندرا جائزة طلبة جامعة كوالالمبور لإجراء الدكتوراه الممارسة/ نظرية في جامعة لندن للفنون، وتخرجت عام 2011.[1]
خلال دراساتها العليا، كانت عضوا في مركز الأبحاث: «ترين». بعد أن عاشت عشر سنوات في لندن، انتقلت ألكسندرا إلى أمستردام، هولندا، قبل أن تقيم في برلين؛ ألمانيا مع عائلتها حيث أنشأت الأستوديو الخاص بها.

## الفن
في (سبتمبر-ديسمبر 2016) كان أول معرض منفرد في المتحف لها، تدفق الذاكرة مثل المد والجزر في الغسق في «مسيت لسامتيدسكونست»، روسكيلد، الدنمارك. عرضت أعمال جديدة إلى جانب تلك القائمة، مما يجمع بين دراستها متعددة الأوجه للاعمال الفنية على الخسارة الجماعية.
في عام 2007، بدأت العمل الميداني التاريخي الشفوي مع اللاجئين الفلسطينيين والمنفيين من القدس الغربية. واستخدمت هذه المادة البحثية الأصلية لخلق مجموعة من الأعمال التي تحقق في تداعيات الحدود النفسية والعقلية والجسدية، مما يبرز الروايات الشخصية المتعلقة بنزع الملكية والتشريد. قام المتحف بنشر فهرس لمرافقة معرض الكسندرا الفردي الذي ركز على مدينة القدس المقسمة. في حوار مع القيم علياء ريان في رسم التضاريس من خارج الشبكة، تناقش الكسندرا كيف شكلت جوانب مختلفة من تجربة الهجرة مجالها الثقافي:
"على مدى الأجيال الثلاثة الماضية، كان التهجير ثابتا في عائلتي. إن الحروب والنزاعات المستمرة في الشرق الأوسط يمكن أن تعزى إلى هذه الحلقة من الاضطراب... لم أشهد أي شكل آخر من أشكال الانتماء ولكن من جانب من الخارج. ومع ذلك، ما يعنيه ذلك التحول مع مرور الوقت من كونه مساحة من الاغتراب إلى واحد من الابداعات، حيث تصورات جديدة ممكنة. وجود انتماءات متعددة يعني أنني لم ار قط تماما منا من الداخل. ومع ذلك، في حين أنني لم أعرف أبدا ما يعني أن تكون جزءا كليا من بلد واحد، لدي علاقات والوصول إلى العديد، سواء كانت قانونية أو ثقافية أو تاريخية أو لغوية أو عاطفية. من أين أقف، ألاحظ الأشياء من الخارج إلى الداخل ومن الداخل إلى الخارج. هذا يعطيني فهم الثغرات المعرفية مثل ما تم نسيانه واستبعاده ومحوه وتجاهله. في الواقع، يمكن للجهة الخارجية رؤية الأشياء التي الآخرين - حتى أولئك الذين في السلطة - غير قادرين على رؤية من موقفهم. كنت قد حددت في مصطلح الخارج، معنى جديدا كليا. أدركت أن "خارج" أو "داخل" هو في الواقع مسألة هياكل السلطة (الوطنية والأكاديمية والجنسانية والاجتماعية). وكان هذا الوعي يتحرر. انها فتحت مساحة بالنسبة لي لرسم تضاريس ثقافية جديدة كليا التي تشمل كل جزء مني.
ومن بين أعمال المعرض في المتحف كان مشروعها العملاق المستمر، "دريم هومز بروبيرتي كونسولتانتس (دكب)-(حلم المنازل للاستشارات العقارية-(DHCP)). هذا "الفن الوثائقي على شبكة الإنترنت "في صنع منذ عام 2007. وكان اختيار رسمي في "إدفا دوكلاب"(2013)، حيث كان عرضها الدولي الأول. وقد تم إدراجه في عدد من المهرجانات مثل "أوكسدوك رينكونترس إنترناتيوناليس دو دوكومنتير دي مونتريل" (2014)، ومهرجان "برزيمياني" متعدد التخصصات في مركز العلوم "كوبرنيكوس"، "وارسو"، "بيكتورينغ بالستين": فيلم "سينترينغ أند بانيل ديسكوسيون أوف موديرن آرت أوكسفورد فور أبارتمنت أبارثيد ويك" وبعد مهرجان السماء الأخير في برلين (2016). حازت شركة "دريم هومز للاستشارات العقارية (دك)" على جائزة "لومن بيوبلز تشويس" الذهبية لعام 2014 (المملكة المتحدة)، والجائزة الثانية لجائزة مؤسسة "فريدوم فلورز فونداتيون" (سويسرا)، وتم إدراجها في القائمة المختصرة لجائزة "أرتراكر" 2013 (المملكة المتحدة). وقد أشير إلى أن "دي بي سي" هي أول فيلم وثائقي تفاعلي تم إنتاجه بشكل مستقل من قبل صانع أفلام من منطقة الشرق الأوسط وشمال أفريقيا. منذ عام 2014، كان "دك" من بين 20 فيلم وثائقي على شبكة الإنترنت الأكثر مشاهدة على معهد "ماساتشوستس للتكنولوجيا" المفتوحة مختبر وثائقي، وهو "قاعدة بيانات منسقة من الناس والمشاريع، والتكنولوجيات تحويل وثائقي في العصر الرقمي". بمناسبة الطبعة العاشرة من "إدفا دوكلاب "(2016)، دعيت لجنة دولية تتألف من القيمين وسائل الإعلام الجديدة والمنتجين والفنانين المشهود والمتخصصين في مجال "القصص غير الخيالية غير الخيالية والفن" لاختيار المشاريع التي جعلت معظم الأثر في العقد الماضي. وكانت "دريم هومز للاستشارات العقارية (دك)" من بين 100 الأعمال المنوية التي تم اختيارها لنشر الذكرى من "إدفا دوكلاب كانون" من كتيب وثائقي تفاعلي.
ومن الأعمال الأخرى التي كانت جزءا من معرض الكسندرا المنفرد كان لها تجربة قصيرة، من «دفتر السرير والإفطار». تم اختياره للمعاصرين الجدد 2009 - معرض تقديم العروض التي تجري سنويا منذ عام 1949 ويعرض أعمال المواهب الناشئة من مدارس الفنون البريطانية. استدعت مجلة استوديو الدولية فيلمها «مشاركة سياسية قوية بهدوء»، في حين وصف رئيس بلومبرج المعاصرين الجدد، ساشا كرادوك بأنها «شعرية ورقيقة». وقد ذكرت الكسندرا في صحيفة «الجارديان» بين «أسماء قليلة لمشاهدة». وشملت المنتخبات لعام 2009: جون ستيزاكر، إلين غالاغر، ساسكيا أولد وولبرز وولفغانغ تيلمانز.

## المنشورات والمؤتمرات
قدمت ألكسندرا أوراق في عدد من المؤتمرات حيث يتقاطع الفن مع مجالات المعرفة الأخرى، مما يعكس مواضيع الذاكرة والتاريخ والقوة والمعرفة والخيال الجغرافي في عملها. شاركت في الفن والمعارف الجغرافية في الجمعية الجغرافية الملكية مع (أي بي جي)، المؤتمر الدولي السنوي، مانشستر، المملكة المتحدة (2009): تاريخ الشفوي في الفن، والحرف، والتصميم في جمعية التاريخ الشفوي السنوي (2010) ومؤتمر الفن والمقاومة الذي نظمته جامعة دار آل خليفة، بيت لحم، فلسطين (2016).
الكسندرا ساهمت في مقال «وقائع من الميدان» للكتاب، التاريخ الشفوي في الفنون البصرية (بلومزبري النشر) التي كتبها ماثيو بارتنغتون وليندا ساندينو، الذي يقدم دور التاريخ الشفوي في جميع أنحاء الفنون، من وجهة نظر الممارسين الدوليين والعلماء.